# Mitja Mahorič
Mitja Mahorič, né le 12 mai 1976 à Ptuj, est un coureur cycliste slovène.

## Palmarès
- 2000
  - 4e étape du Tour de Slovénie
- 2001
  -  Champion de Slovénie du contre-la-montre
- 2003
  -  Champion de Slovénie du contre-la-montre
  - Classement général du Tour de Slovénie
  - 2e des Paths of King Nikola
- 2004
  - Tour de Slovénie :
    - Classement général
    - 5e étape
- 2005
  -  Champion de Slovénie sur route
  - The Paths of King Nikola :
    - Classement général
    - 1reb étape (contre-la-montre par équipes)
- 2006 
  - 4e étape des Paths of King Nikola
  - Raiffeisen Grand Prix
  - 3e des Paths of King Nikola
- 2007
  - Classement général des Paths of King Nikola
  - 3e étape du Tour du Loir-et-Cher
  - 3e étape du Tour de Croatie
  - 2e du Tour du Loir-et-Cher
  - 2e du Szlakiem Grodów Piastowskich
  - 3e du Tour de Croatie
- 2008
  - 11e étape du Tour de Cuba
  - The Paths of King Nikola :
    - Classement général
    - 1re et 2e étapes

  - Classic Beograd-Cacak
  - Grand Prix Šenčur
  - 3e du Szlakiem Grodów Piastowskich
- 2009
  - Classement général de l'Istrian Spring Trophy
  - 2e du championnat de Slovénie sur route
  - 3e du Tour du lac Qinghai
- 2011
  - 3e de l'Istrian Spring Trophy

## Classements mondiaux
| Année            | 2005 | 2006 | 2007 | 2008 | 2009 | 2010 | 2011 |
| ---------------- | ---- | ---- | ---- | ---- | ---- | ---- | ---- |
| UCI America Tour | 155e |      |      | 254e |      |      |      |
| UCI Asia Tour    |      |      |      |      | 23e  | 60e  |      |
| UCI Europe Tour  | 58e  | 67e  | 22e  | 61e  | 80e  | 586e | 649e |